# Firletka Jowisza
Firletka Jowisza (Lychnis flos-jovis) – gatunek byliny należący do rodziny goździkowatych. Rośnie dziko w południowych i zachodnich Alpach. Jest uprawiany w wielu krajach jako roślina ozdobna.

## Systematyka
- Według nowszych ujęć taksonomicznych gatunek ten włączony został do rodzaju Silene (lepnica) i ma nazwę Silene flos-jovis (L.) Greuter & Burdet Willdenowia 12:189. 1982[3].
- W obrębie rodziny goździkowatych należy do podrodziny Caryophylloideae, plemienia Sileneae[3].

## Morfologia i biologia
PokrójBylina wysokości 45 cm.
LiścieDolne zaostrzone, podłużnie łopatkowate, łodygowe lancetowate. Są szaro owłosione.
KwiatyKarminowe, purpurowe lub białe, średnicy do 3,5 cm, zebrane po 4–10 w wierzchotce na szczycie łodygi.

## Uprawa
Sadzona na rabatach i ogródkach skalnych. W Polsce najczęściej przemarza. Niektóre odmiany: 'Hort's Variety', 'Nana', 'Peggy'. Preferuje słoneczne stanowisko, w półcieniu rośnie wyższa i bardziej rzadka. Podłoże powinno być próchniczno-gliniaste i zdrenowane żwirem (nie lubi dużej wilgoci w glebie). Rozmnaża się ją przez wysiew nasion wczesną wiosną. Po przekwitnięciu kwiaty należy usuwać.

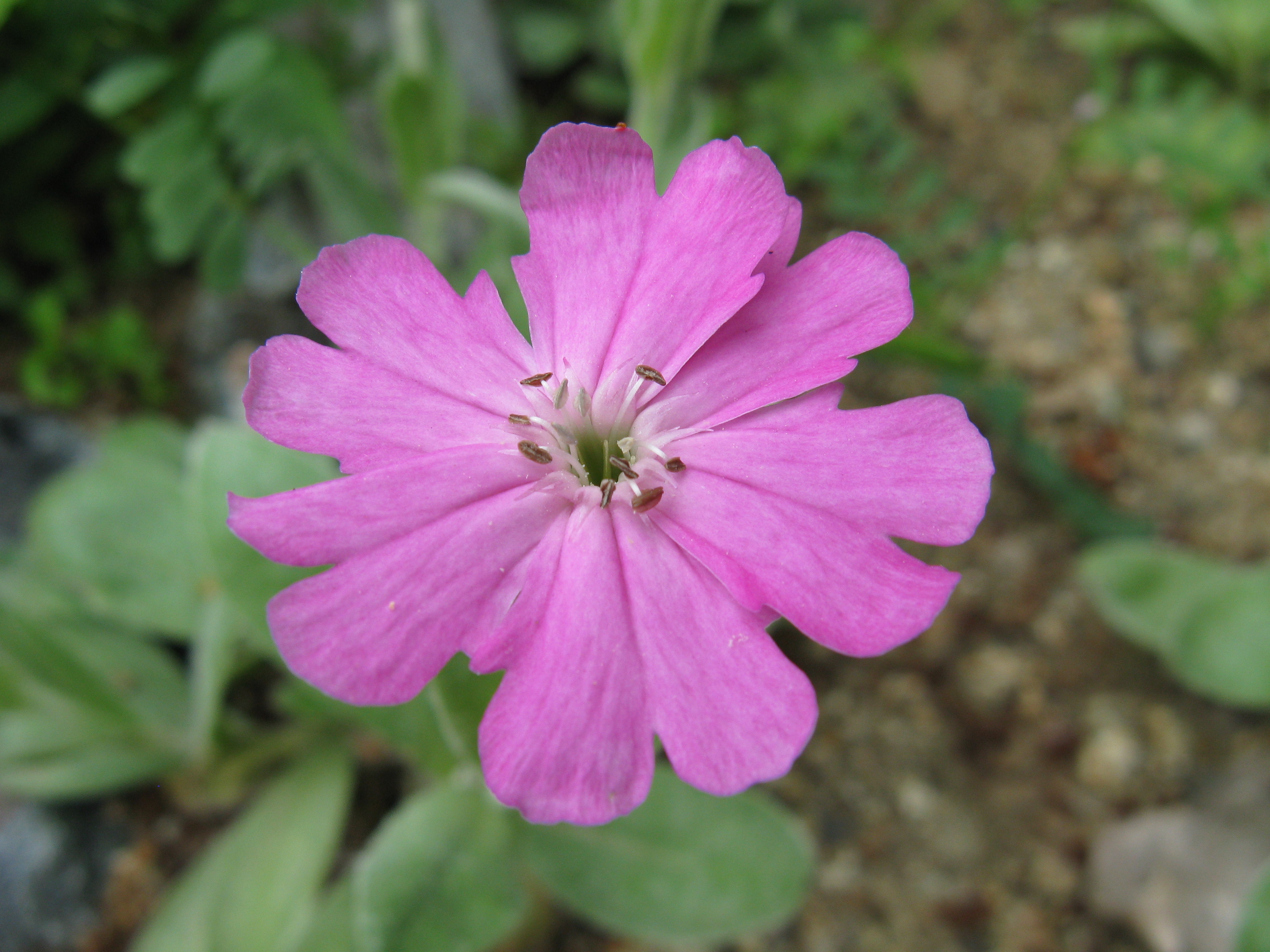
Kwiat